# Манекен

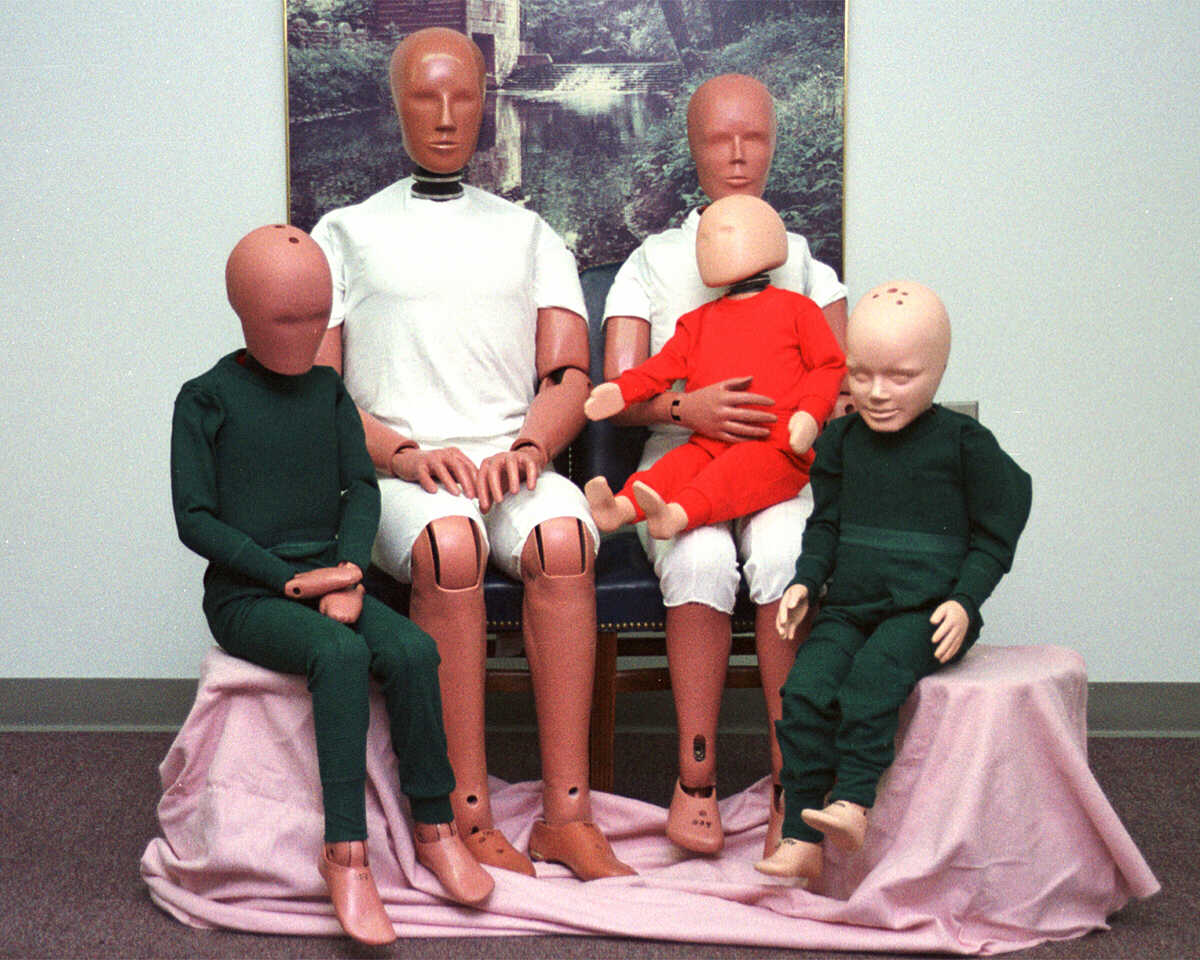

Манекен (фр. mannequin, від нід. manneken, mannekijn «чоловічок», димінутив від нід. man «людина») — об'ємний виріб, що імітує форму тіла або частини тіла людини: чоловіків, жінок або дітей.

## Походження
Манекени — давній винахід людства. Наприклад, макет торсу фараона Тутанхамона (XIV ст. до н. е.) знайдений у його гробниці разом з набором одягу, а монахи Шаоліньського монастиря у Китаї (початок V ст.) під час фізичних тренувань відпрацьовували на манекенах удари.
Використання манекенів для демонстрації одягу масово поширилося в Європі у XVIII столітті. Кравці зазвичай використовували дерев'яні манекени (чи з пап'є-маше) для продажу своїх товарів. У XIX ст. у великих магазинах Парижа з'явилися воскові манекени. З розповсюдженням пластмасових матеріалів вони стали основою для виготовлення торгових манекенів.

## Вигляд манекенів
Більшість сучасних манекенів не відповідають пропорціям людської фігури: мають занадто довгі ноги, затонку талію тощо. Через це одяг на манекенах виглядає інакше, ніж на живій людині.
У 1960-ті роки почали з'являтися манекени, які копіювали зовнішність відомих акторів: Бріжіт Бардо, Мерилін Монро, Шон Коннері тощо. На початку XXI століття ця тенденція поширилася не лише на обличчя манекенів, а й на скульптуру тіла манекенів — деякі з них повторюють фігури реальних відомих людей. 2004 року манекени, схожі на Дженніфер Лопес, використовували для демонстрації джинсів із заниженою талією. Для різних товарів застосовують манекени з різними типами фігури: «груша», «пісочний годинник» та інші.

## Види
Манекени можуть бути з дерева, пап'є-маше, пластику та інших матеріалів.

### Манекен для зачісок
Манекени для створення зачісок використовуються перукарями для відпрацювання своїх вмінь. Часто використовують на курсах. Діляться на два типи:
- Голова-манекен з натуральним волоссям.
- Манекен для перукаря з синтетичним (штучним волоссям).

### Кравецькі
Кравецькі манекени використовують для проектування і пошиття одягу. Бувають розсувні з регуляторами розміру та нерозсувні.

### Демонстраційні
Їх використовують для показу моделей і зразків одягу в торгових закладах.

### Для художників
Для зарисовки поз людини та одягу художники застосовують дерев'яні манекени-ляльки з рухливими кінцівками.

### Випробувальні

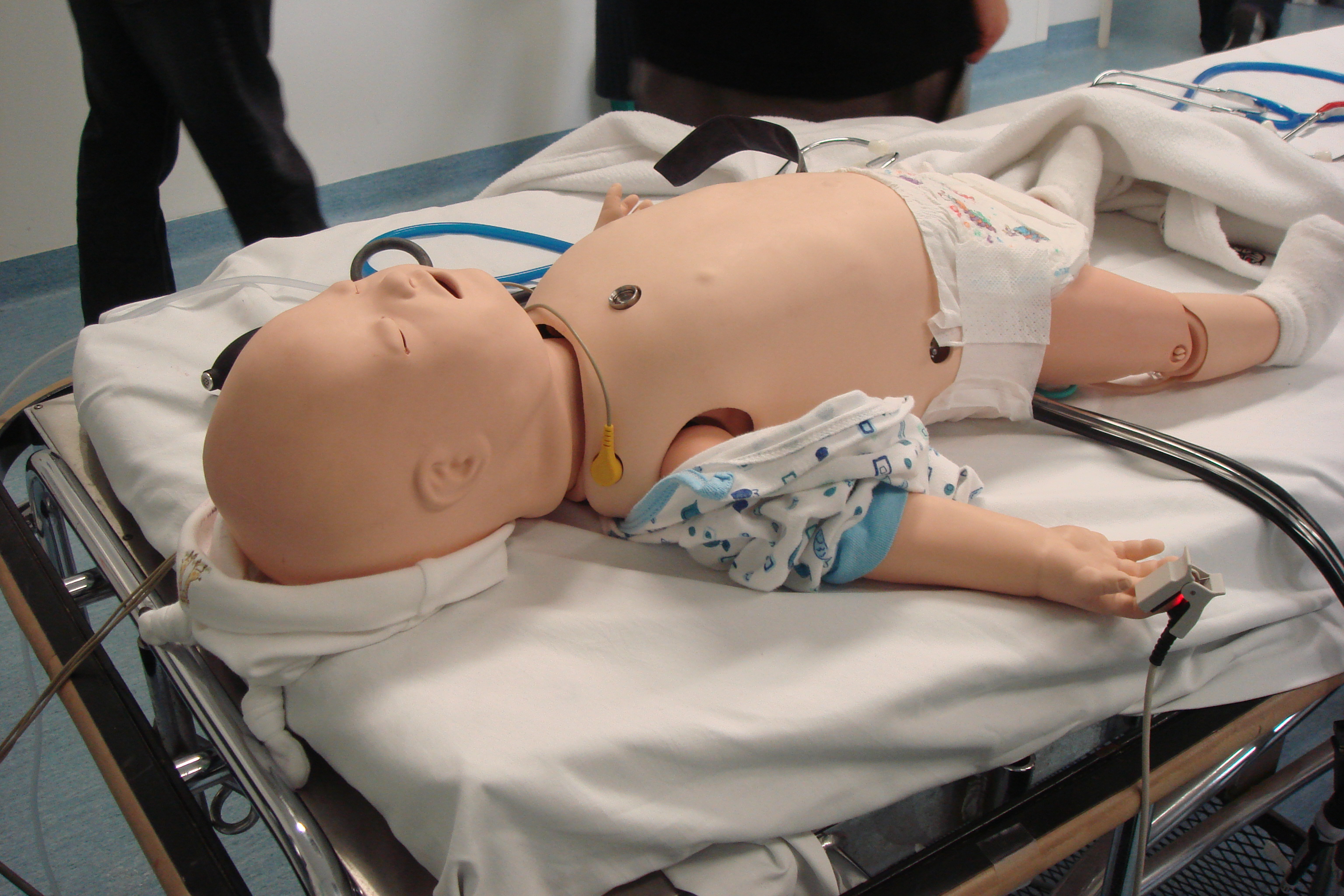
Медичний дитячий манекен (фантом)

З середини XX ст. у краш-тестах використовують випробувальні манекени. Відомим є краш-манекен моделі 1967 року компанії «Фольксваген»: безволоса фігура в жовтогарячому комбінезоні, яку випускають у вигляді «тата», «мами», «підлітка» й «немовляти». Сучасні японські «надчутливі» манекени для краш-тестів коштують до 15 тисяч доларів США.

### Тренувальні
Для навчання студентів медичних вишів використовуються манекени-фантоми. Фантоми також застосовують на курсах надання першої медичної допомоги. Наприклад, на спеціальному манекені «Чарлі, що поперхнувся»(англ. Choking Charlie) відпрацьовують поштовхи під діафрагмою для вилучення сторонніх предметів з дихальних шляхів.
Існують манекени й макети частин тіла, що демонструють будову чи функціонування організму людини: наприклад, статевих органів (не сплутувати з замінниками-масажерами).
|                                 |
| Для демонстрації дитячого одягу |

|                                  |
| Для демонстрації головних уборів |

|                                   |
| У вигляді жіночого торсу й тулуба |

|                         |
| Для демонстрації штанів |